# Daewoo Matiz
Daewoo Matiz – samochód osobowy klasy miejskiej produkowany pod południowokoreańską marką Daewoo w latach 1998−2011 oraz w latach 2001−2018 na rynku uzbeckim.

## Pierwsza generacja

### Matiz M100

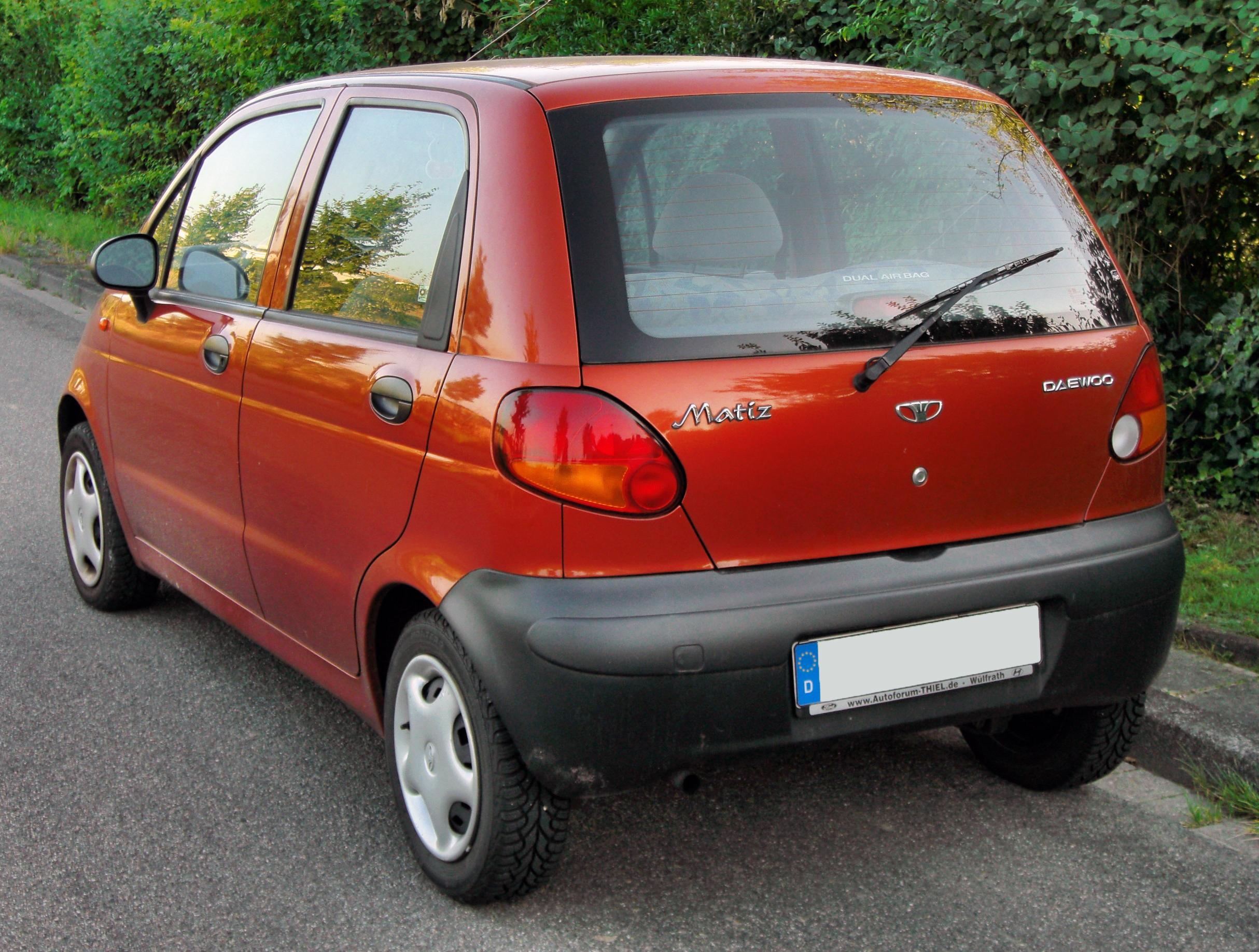
Daewoo Matiz M100 – tył

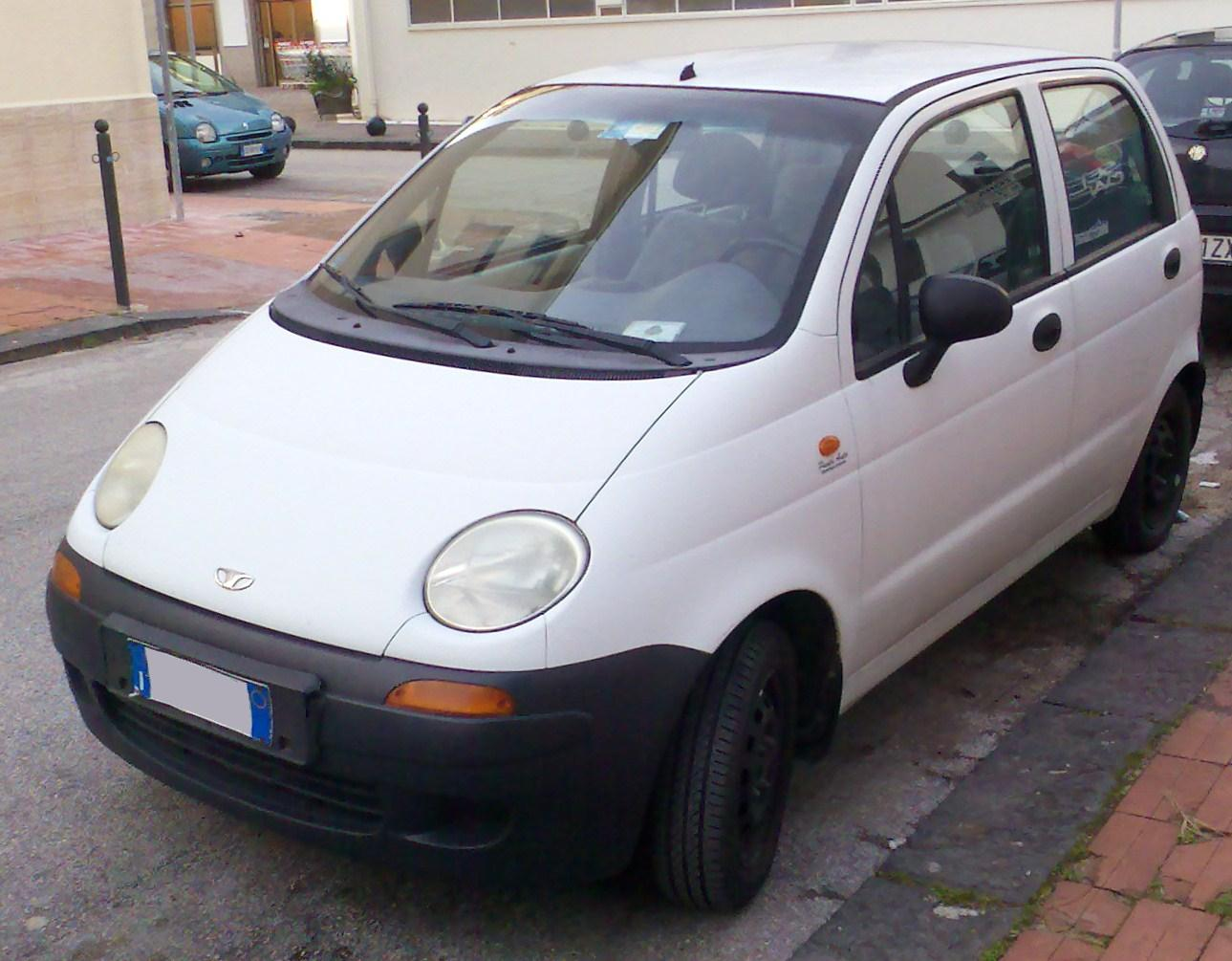
Daewoo Matiz M100 Classic

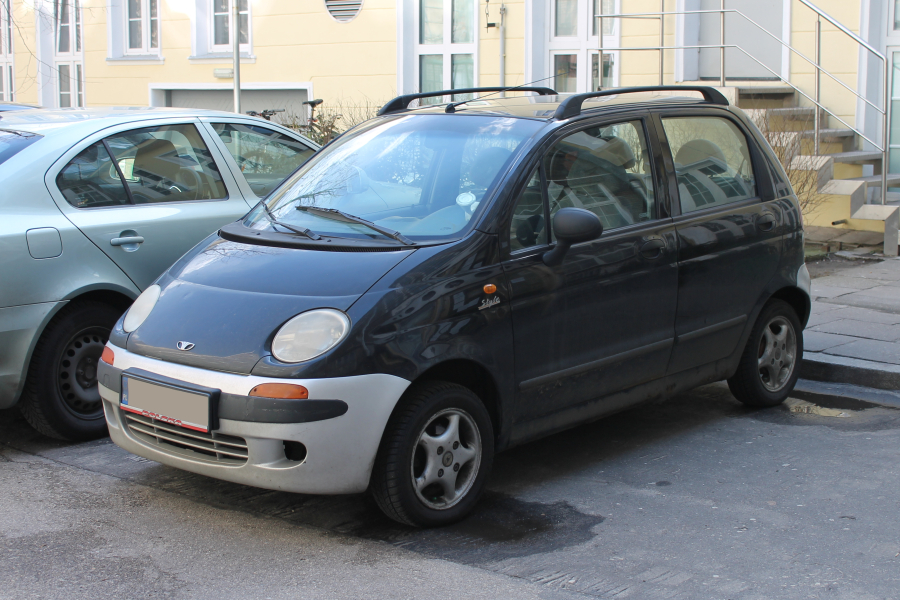
Daewoo Matiz M100 Style

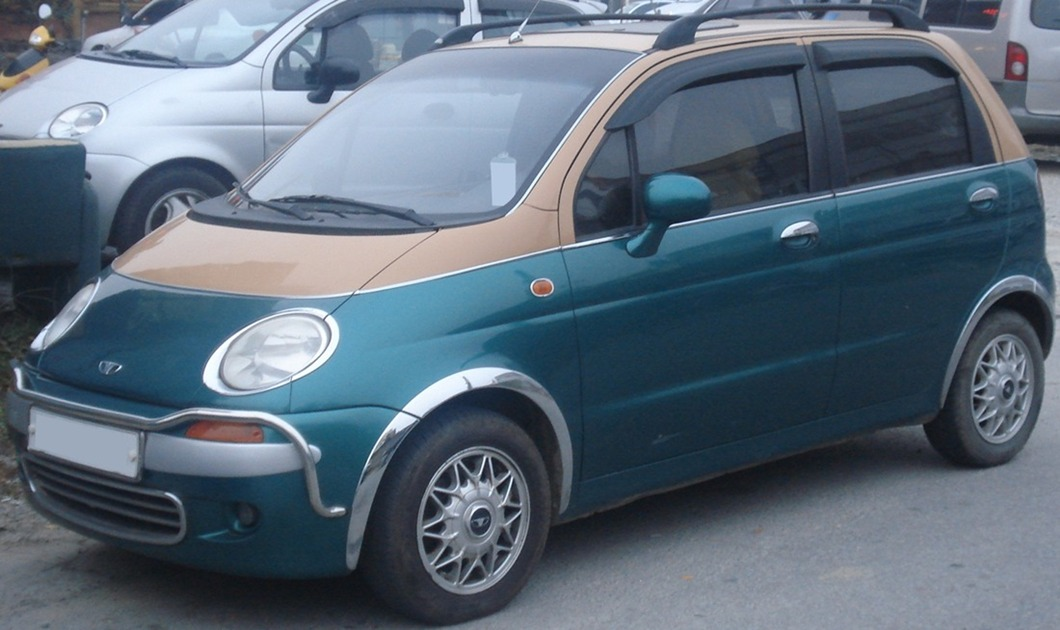
Daewoo Matiz M100 d'Arts

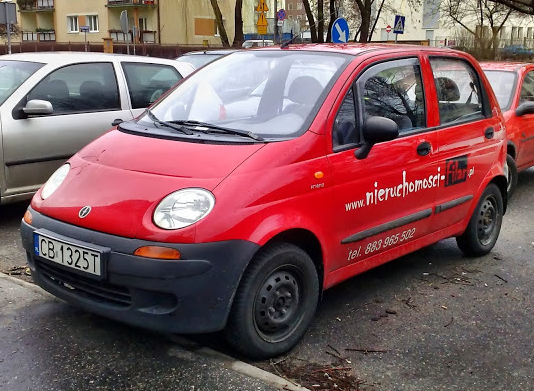
polski FSO Matiz

Daewoo Matiz M100 został zaprezentowany po raz pierwszy w 1998 roku.
Początki Matiza należy połączyć z Italdesign Cinquecento (ID Cinquecento) zaprezentowanego na Turin Motor Show 1992. Był to trzydrzwiowy, jednobryłowy pojazd o obłych kształtach nawiązujący stylistycznie do Fiata 500. Z zewnątrz prototyp zwracał uwagę jednolitą, nachyloną pod dużym kątem ścianę czołową z kwadratowymi reflektorami i wyższym niż poprzednik nadwoziem.
Na stoisku Italdesign Giugiaro podczas autosalonu w Bolonii 1993 zaprezentowano przeprojektowany model ID Cinquecento pod nazwą Italdesign Lucciola. Zmieniono reflektory na owalne, przemodelowano przedni zderzak oraz dodano składany dach. Lucciola, w założeniach ekologiczny, napędzany był układem hybrydowym – silnikiem Diesla o mocy 5,5 kW (7,5 KM) wspierany przez dwa silniki elektryczne o mocy 7 kW (9,5 KM) każdy, zamontowane na tylnej osi. Zestaw pozwalał na ośmiogodzinną podróż z prędkością maksymalną 100 km/h, a zasięg samego napędu elektrycznego wynosił 50 kilometrów. Karoseria wykonana była z aluminium, a wiele elementów można było poddać recyklingowi. We wnętrzu umieszczono cztery fotele na stelażach, które można było dowolnie składać i aranżować, a zwijany dach dawał namiastkę kabrioletu i zmieniał miejskie auto w pojazd rekreacyjny.
Prototyp Lucciola nie został jednak zaadaptowany przez Fiata głównie z przyczyn ekonomicznych – całkowicie nowa konstrukcja generowała koszty nowego wyposażenia linii produkcyjnych, a i dość odważny wygląd mógł się nie spodobać klientom. Podjęto decyzję o głębokiej modernizacji Fiata Cinquecento, wskutek czego w 1998 roku powstał Fiat Seicento. Następcę modelu 500 zaprezentowano dopiero w 2007 roku. W 1995 roku odrzuconym projektem Luccioli zainteresowało się Daewoo i po trwających 29 miesięcy pracach projektowo-konstrukcyjnych, w marcu 1998 roku auto zadebiutowało w Korei jako Daewoo Matiz. Nazwa „Matiz” w dosłownym tłumaczeniu oznacza „przyjaciel”.
Samochód charakteryzuje się jednobryłowym, pięciodrzwiowym nadwoziem o niewielkich wymiarach zewnętrznych (długość 3,5 m), lecz równocześnie dużą ilością miejsca wewnątrz. Teoretycznie pięcioosobowy, w praktyce zapewni komfort jedynie pasażerom przednich siedzeń. Podróżowanie w 5 osób jest możliwe, aczkolwiek bardzo uciążliwe, oprócz skromnej przestrzeni na tylnej kanapie, także z powodu znacznego pogorszenia osiągów przy pełnym obciążeniu.

#### Produkcja
Produkcję Matiza (model M100) rozpoczęto w 1998 r. w zakładach w Korei. W grudniu 1998 roku w polskich zakładach Daewoo-FSO rozpoczęto jego montaż, a w październiku 1999 produkcję. Od 1998 r. Matiz był produkowany również w Indiach i w rumuńskiej fabryce Daewoo w Krajowej, która dostarczała Fabryce Samochodów Osobowych m.in. silniki i skrzynie biegów. 

#### Matiz w Polsce
Daewoo Matiz był montowany w standardzie SKD przez przedsiębiorstwo Daewoo-FSO w warszawskiej fabryce od grudnia 1998 roku, zaś produkowany od 18 października 1999 roku do października 2004 roku. Udział polskich części w produkcji Matiza rósł z czasem i z 40% w 1999 roku wzrósł do 65% pod koniec 2000 roku. Po zrzeczeniu się przez Daewoo Motor pakietu kontrolnego w spółce Daewoo-FSO, fabryka powróciła do nazwy FSO i produkowała samochody już pod własną marką od końca września 2004 roku. Szybko rosnący poziom produkcji zaczął spadać po wpadnięciu koncernu Daewoo w kłopoty finansowe zakończone bankructwem. Potencjalni klienci, obawiając się plajty polskiego producenta, coraz częściej rezygnowali z zakupu. FSO Matiz, w odróżnieniu od Lanosa, był właściwie sprzedawany jedynie na rynku krajowym.
22 kwietnia 2004 roku GM DAT podpisał z FSO umowę dającą prawa do produkcji Lanosa i Matiza do końca 2006 roku, a prawa do sprzedaży do połowy 2007 roku. Umowa gwarantowała również FSO prawo do eksportu samochodów oraz dostawę części zamiennych w ciągu 7 lat. Jednak na przełomie 2006 i 2007 roku znów przedłużono prawa do produkcji do końca 2008 roku, a sprzedaży samochodów do połowy 2009 roku. FSO Matiz, było to mniejsze auto w ofercie FSO (obok Lanosa), i jest zaliczane do klasy samochodów małych (segment A). Produkcję zakończono w lutym 2007 roku ze względu na niski popyt. W styczniu i lutym 2007 roku FSO wyprodukowała ostatnie 301 egzemplarzy Matiza. Warszawska fabryka zmontowała i wyprodukowała 152 363 Matizy, natomiast na polskim rynku w latach 1998–2008 sprzedano 149 953 sztuki tego modelu. W Matizach produkowanych w Polsce stosowano tylko silnik 0,8 l o mocy 51 KM.

#### Produkcja w FSO
| Rok  | Produkcja | Rok  | Produkcja |
| ---- | --------- | ---- | --------- |
| 1998 | 622       | 2003 | 4941      |
| 1999 | 79 993    | 2004 | b.d.      |
| 2000 | 33 228    | 2005 | b.d.      |
| 2001 | 14 555    | 2006 | 324       |
| 2002 | 4117      | 2007 | 301       |

Dane w tabeli obejmują modele zmontowane (w standardzie SKD) i wyprodukowane przez FSO w okresie grudzień 1998 – luty 2007.

#### Testy bezpieczeństwa
W 2000 roku Matiza M100 poddano testom zderzeniowym – czołowym, bocznym i z udziałem pieszych. W zderzeniu czołowym auto otrzymało 6 punktów, a w bocznym – 13. 19 punktów pozwoliło na uzyskanie 3 z 5 gwiazdek. Bezpieczeństwo pieszych oceniono na 15 punktów, co dało dwie gwiazdki w czterostopniowej skali. Do testów przyjęto wersję SE+ z kierownicą po prawej stronie wyposażoną m.in. w dwie poduszki powietrzne.

### Matiz M150

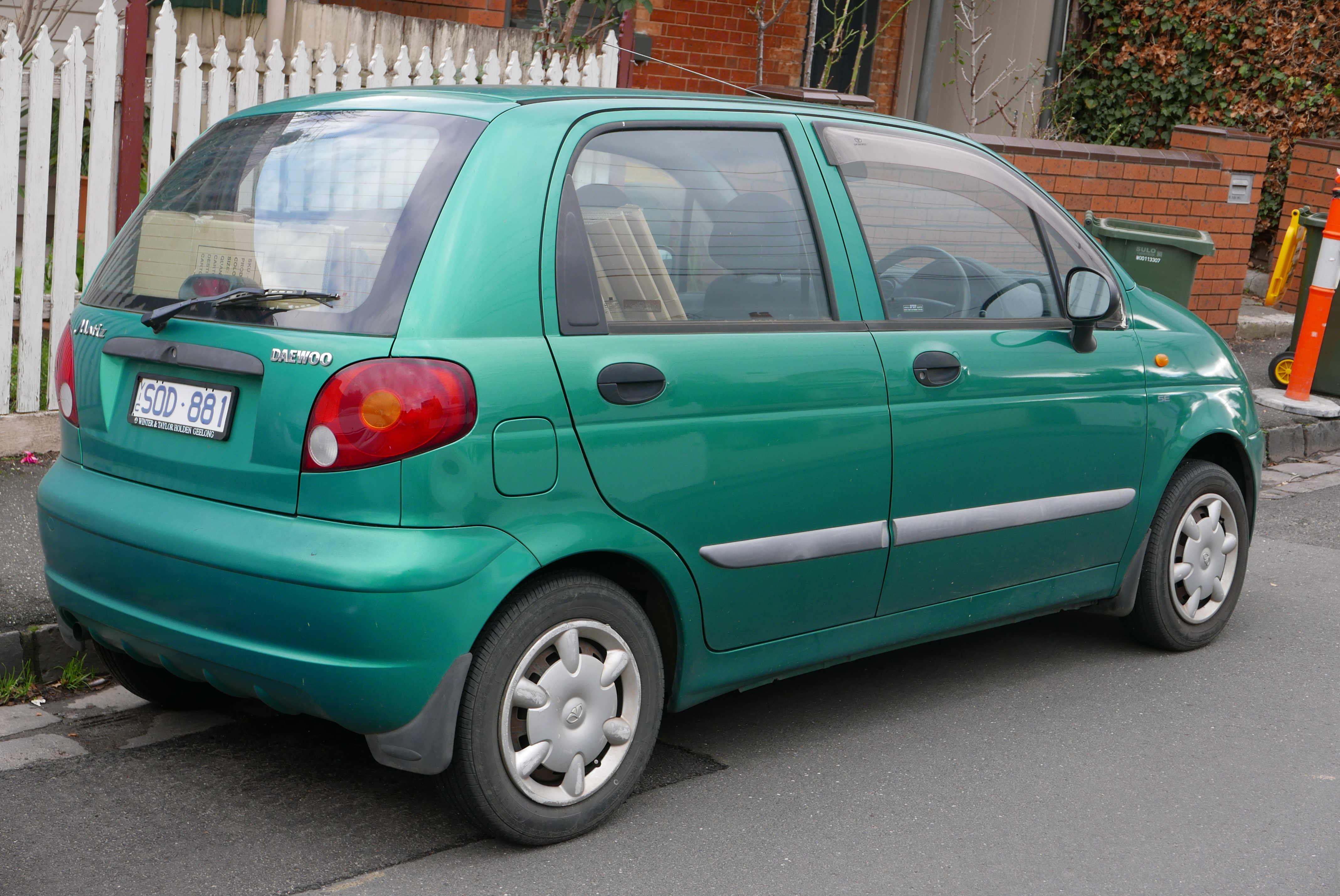
Daewoo Matiz M150 – tył

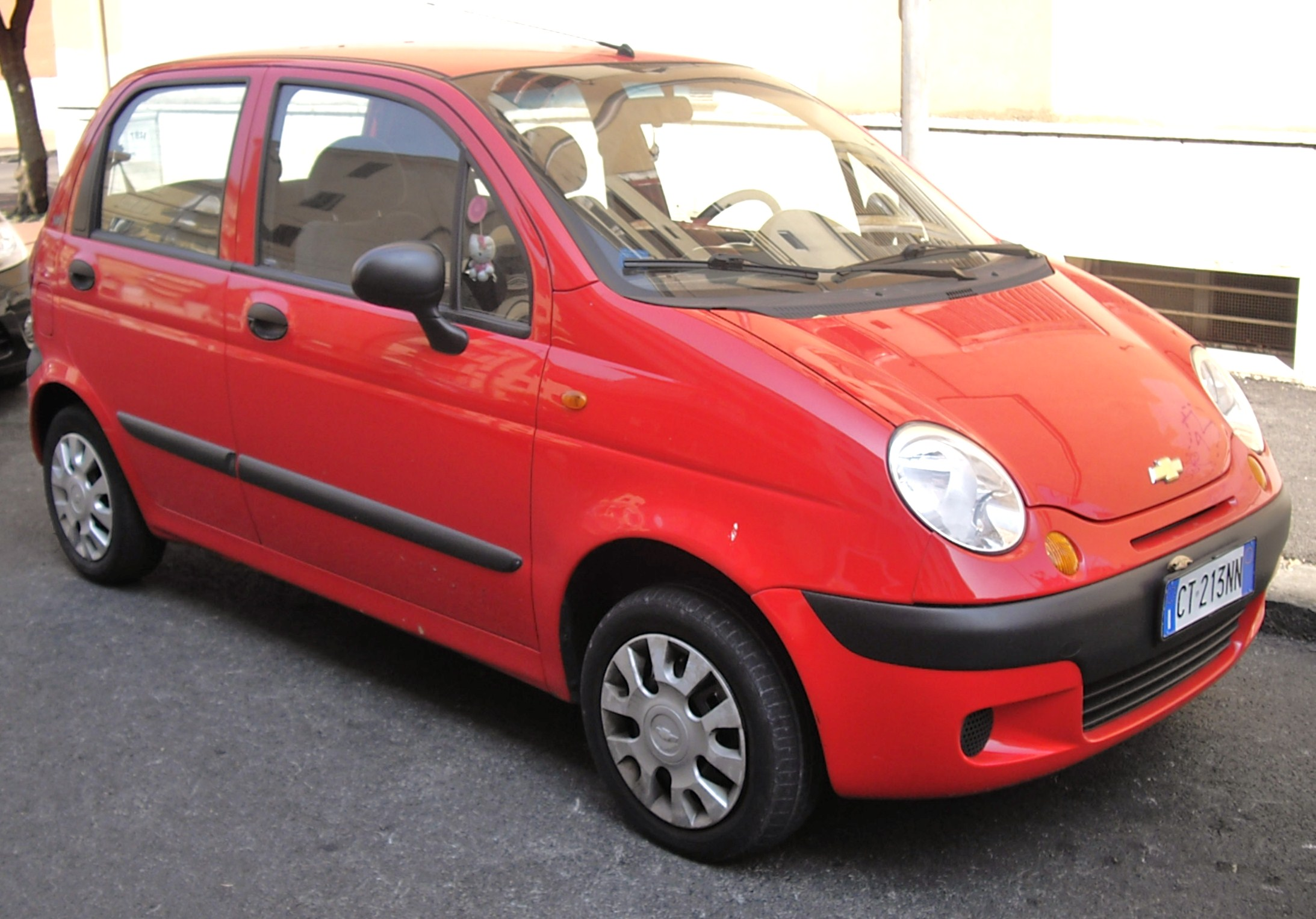
europejski Chevrolet Matiz

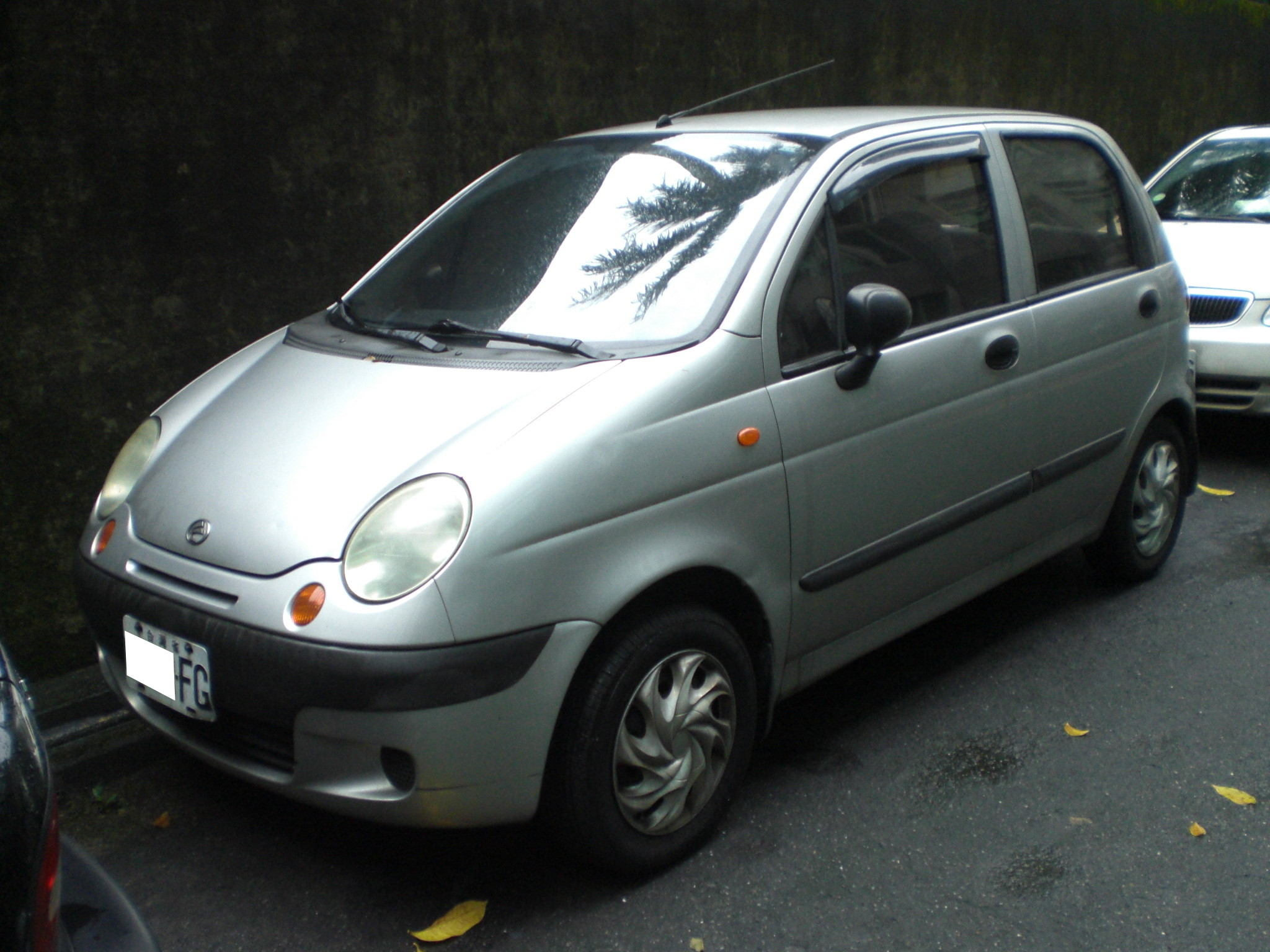
tajwańska Formosa Matiz

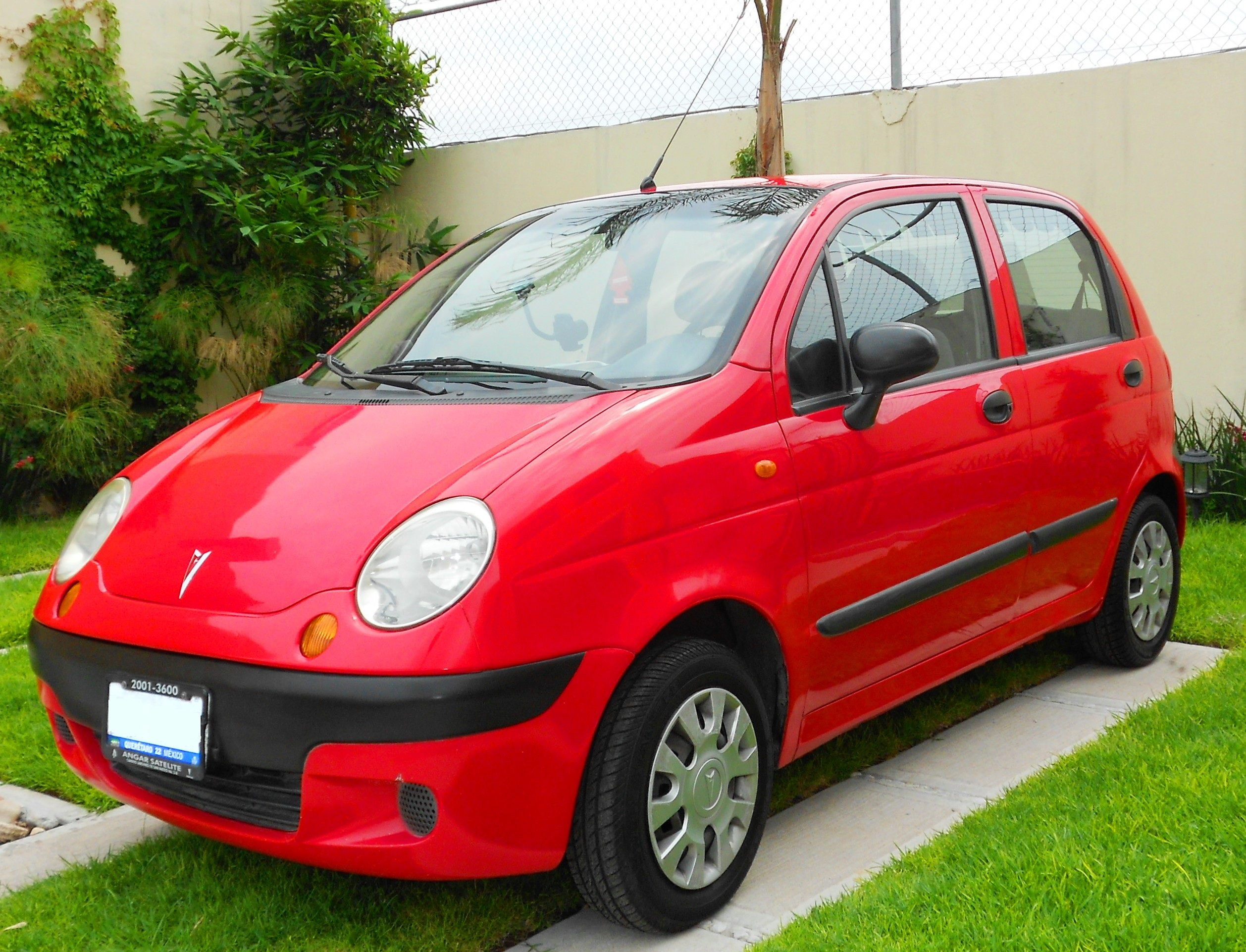
meksykański Pontiac Matiz

Daewoo Matiz M150 został zaprezentowany po raz pierwszy w 2000 roku.
Matiz pierwszej generacji już dwa lata po premierze przeszedł gruntowną restylizację, która przyniosła obszerne zmiany w wyglądzie zewnętrznym pojazdu, a także przyniosła nowe oznaczenie fabryczne M150.
Pas przedni zyskał nowy wygląd, zastępując dotychczasowe owalne reflektory wyżej umiejscowionymi, okrągłymi. Zmienił się też kształt i lokalizacja kierunkowskazów, które zamiast elipsoidalnej formy przyjęły kształt małych okręgów umieszczonych na skos od reflektorów obrębie zderzaków. Maska zyskała bardziej nieregularny kształt, a pojawiło się na niej do tego odświeżone logo producenta.
Modernizacji poddano też wygląd tylnej części nadwozia. Zmodyfikowano wkłady lamp, które zyskały inaczej rozmieszczone żarówki świateł drogowych, cofania i przeciwmgielnych, a także zmieniono wygląd klapy bagażnika. Dotychczasowo umiejscowiona na zderzaku tablica rejestracyjna została teraz ulokowana na klapie pod listwą, między lampami.
W 2002 roku zaprezentowano drugi silnik do napędu Matiza. Był to czterocylindrowy silnik benzynowy o pojemności 995 cm³ i mocy 64 KM.

#### Sprzedaż
Modernizacja Matiza objęła, wbrew pierwotnym planom, jedynie rynki Europy Zachodniej jak Włochy, Niemcy czy Wielka Brytania, a także kraje WNP jak Rosja czy Ukraina. Problemy finansowe Daewoo nie pozwoliły na wprowadzenie do produkcji tej wersji w Polsce czy Rumunii, gdzie w produkcji i sprzedaży pozostała wersja sprzed modernizacji aż do odpowiednio 2007 i 2008 roku. 
W 2004 roku w związku z wycofaniem marki Daewoo z rynku europejskiego, zmodernizowany Matiz został przemianowany tam, gdzie dotychczas go oferowano, na markę Chevrolet, nosząc przez kolejny rok nazwę Chevrolet Matiz.
Podobnie jak wersja sprzed restylizacji, także i zmodernizowany Matiz był konstrukcją o globalnym zasięgu rynkowym. Pod nazwą Chevrolet Spark sprzedawano go w Chinach i krajach Ameryki Południowej, z kolei pod nazwami Chevrolet Joy i Chevrolet Exclusive na rynku Pakistanu.
Pomiędzy 2000 i 2004 rokiem zmodernizowany Matiz był produkowany i sprzedawany na rynku Tajwanu pod lokalną marką Formosa jako Formosa Matiz, z kolei w Meksyku pojazd uplasował się na dole oferty jako najtańszy model marki Pontiac pod nazwą Pontiac Matiz.
W roku 2001 rozpoczęto montaż w zakładach UzDaewooAuto w Uzbekistanie, produkując Matiza pod marką Daewoo aż do 2015 roku. Na przełomie 2015 i 2016 roku sprzedano 12 egzemplarzy modelu pod nową lokalną marką Ravon jako Ravon Matiz w Rosji, rezygnując ostatecznie z produkcji pojazdu pod taką nazwą na rzecz marki Chevrolet. Pod tą postacią samochód wytwarzano do maja 2018 roku, kończąc historię pierwszej generacji po 21 latach od premiery.

#### Silniki
- R3 0.8l S-TEC
- R4 1.0l S-TEC

### Wersje wyposażenia (M100 i M150)[11][23]

#### Polska
- Friend
- Friend VAN
- Life
- Joy
- Top
- Style (wersja limitowana) (2000 r.)
- S-Line (wersja limitowana) (2001 r.)
- K-Line (wersja limitowana) (2001 r.)
- Golden Season (wersja limitowana) (2002 r.)
- Family (wersja limitowana) (2002 r.)
- Impuls (wersja limitowana) (2002 r.)
- Travel (wersja limitowana) (2004 r.)
- Skaut (wersja limitowana) (2004 r.)

Standardowe wyposażenie podstawowej wersji Friend pojazdu obejmuje m.in. wycieraczkę tylnej szyby, immobilizer i składane tylne siedzenia. Opcjonalnie mogliśmy dokupić m.in. radioodtwarzacz, lakier metalizowany i dzielone tylne siedzenia.
Bogatsza wersja Life dodatkowo wyposażona jest m.in. w zegar cyfrowy. zderzaki lakierowane pod kolor nadwozia, przyciemniane szyby i tylny spoiler. Opcjonalnie mogliśmy dokupić m.in. radioodtwarzacz, lakier metalizowany i dzielone tylne siedzenia.
Kolejna w hierarchii wersja Joy dodatkowo wyposażona została także m.in. we wspomaganie układu kierowniczego, elektrycznie regulowane szyby przednie i centralny zamek. Opcjonalnie mogliśmy dokupić m.in. poduszkę powietrzną kierowcy i klimatyzację manualną.
Najbogatsza wersja Top została dodatkowo wyposażona m.in. w ABS, poduszkę powietrzną kierowcy i pasażera, oraz klimatyzację manualną.

#### Europa
- S
- SE
- SE DLX (wersja limitowana)
- SE Power (wersja limitowana)
- CD (wersja limitowana)
- EZ+ (wersja limitowana)
- Art de Ville (wersja limitowana, Francja) (2000 r.)
- Make Up (wersja limitowana, Francja) (2000 r.)
- FLUO (wersja limitowana, Francja) (2000 r.)

#### Wielka Brytania
- SE
- SE Plus

#### Korea Południowa
- MS
- VAN
- MD
- Sport (wersja limitowana) (1999–2000)
- d’Arts (wersja limitowana) (1999–2000)

### Dane techniczne (M100 i M150)

Wykres mocy, momentu obrotowego i zużycia paliwa silnika typu F8C o pojemności 0,8 l

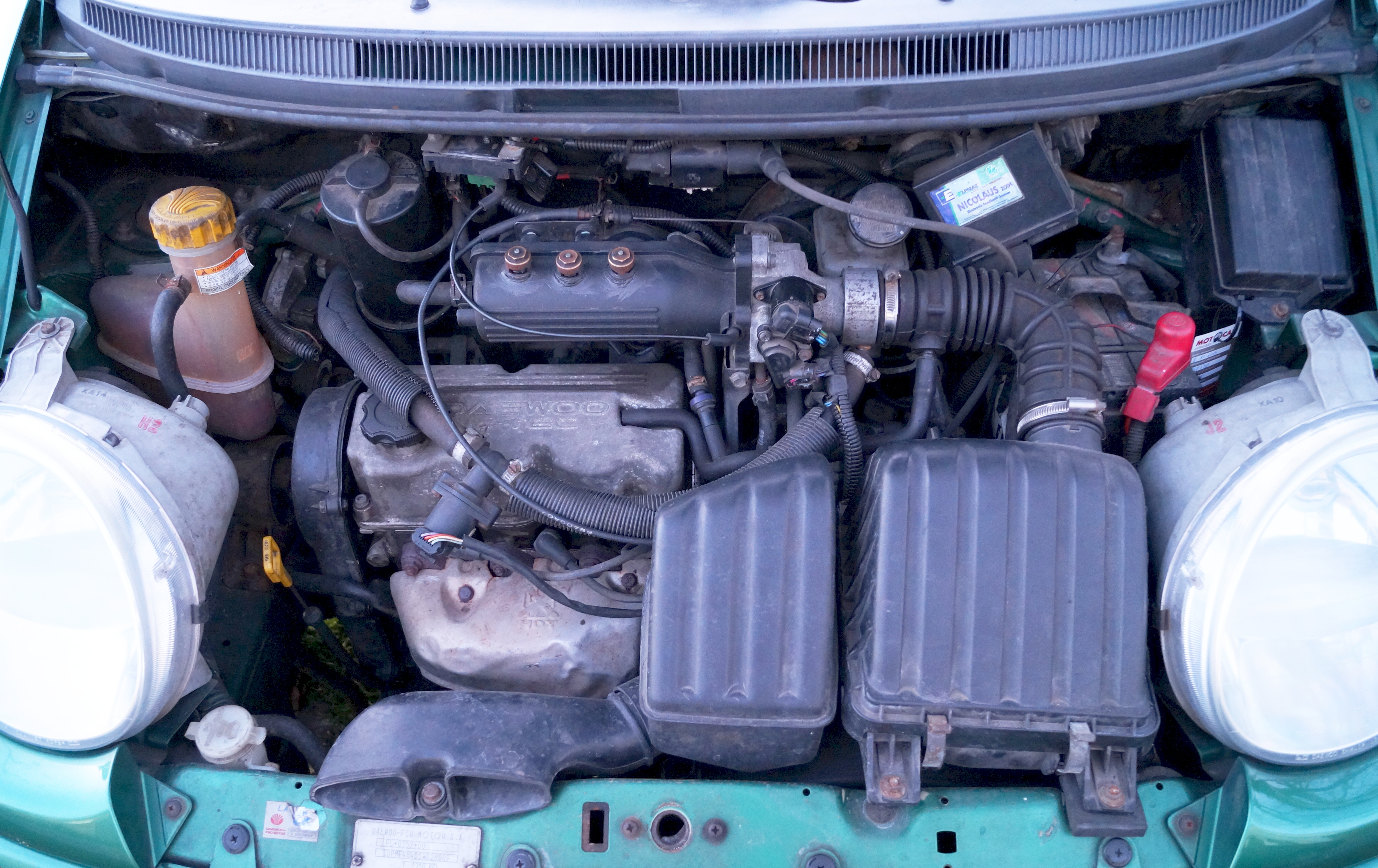
Silnik 0,8 l

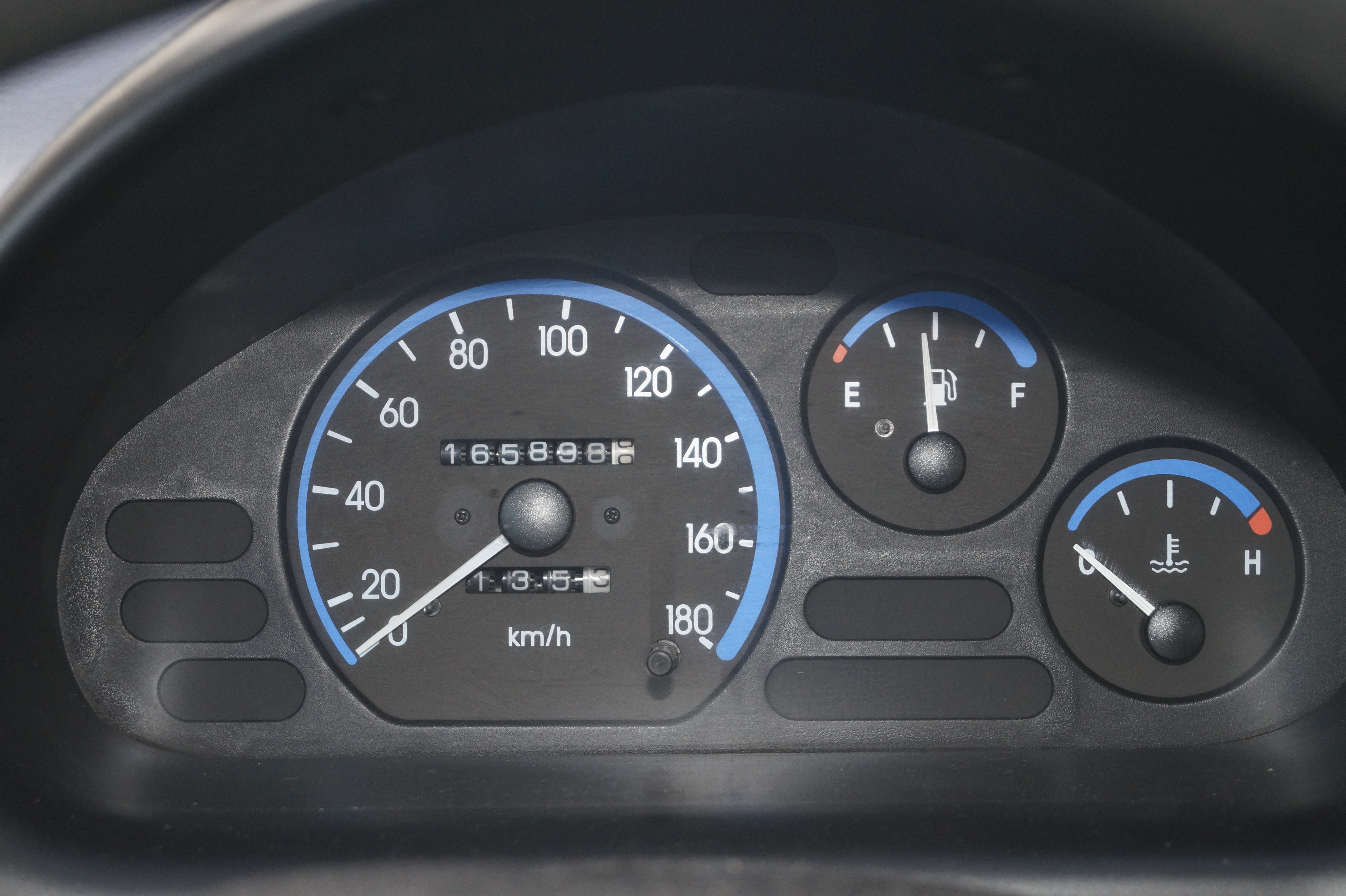
Zestaw wskaźników w Matizie M100

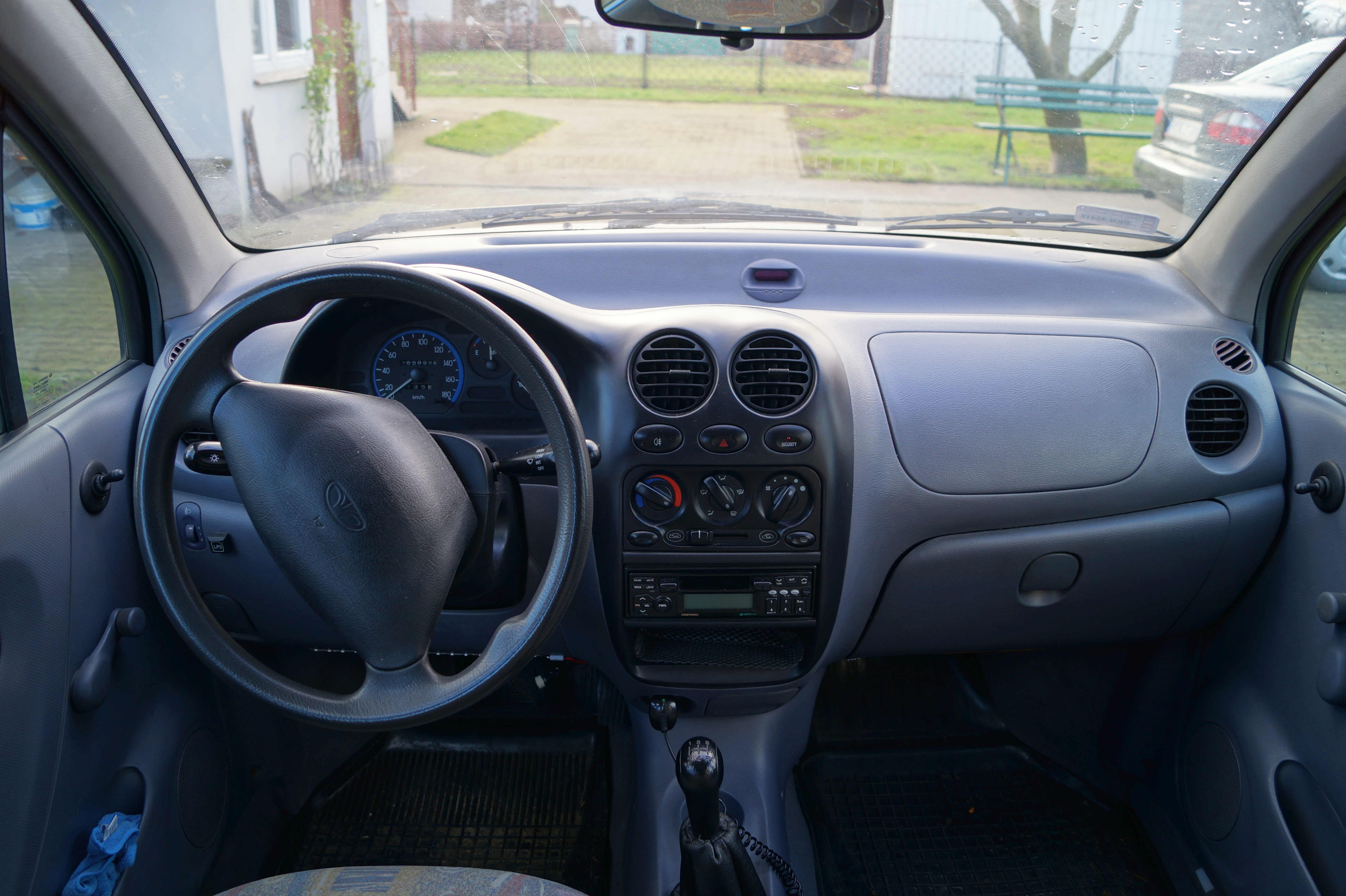
Deska rozdzielcza Matiza M100

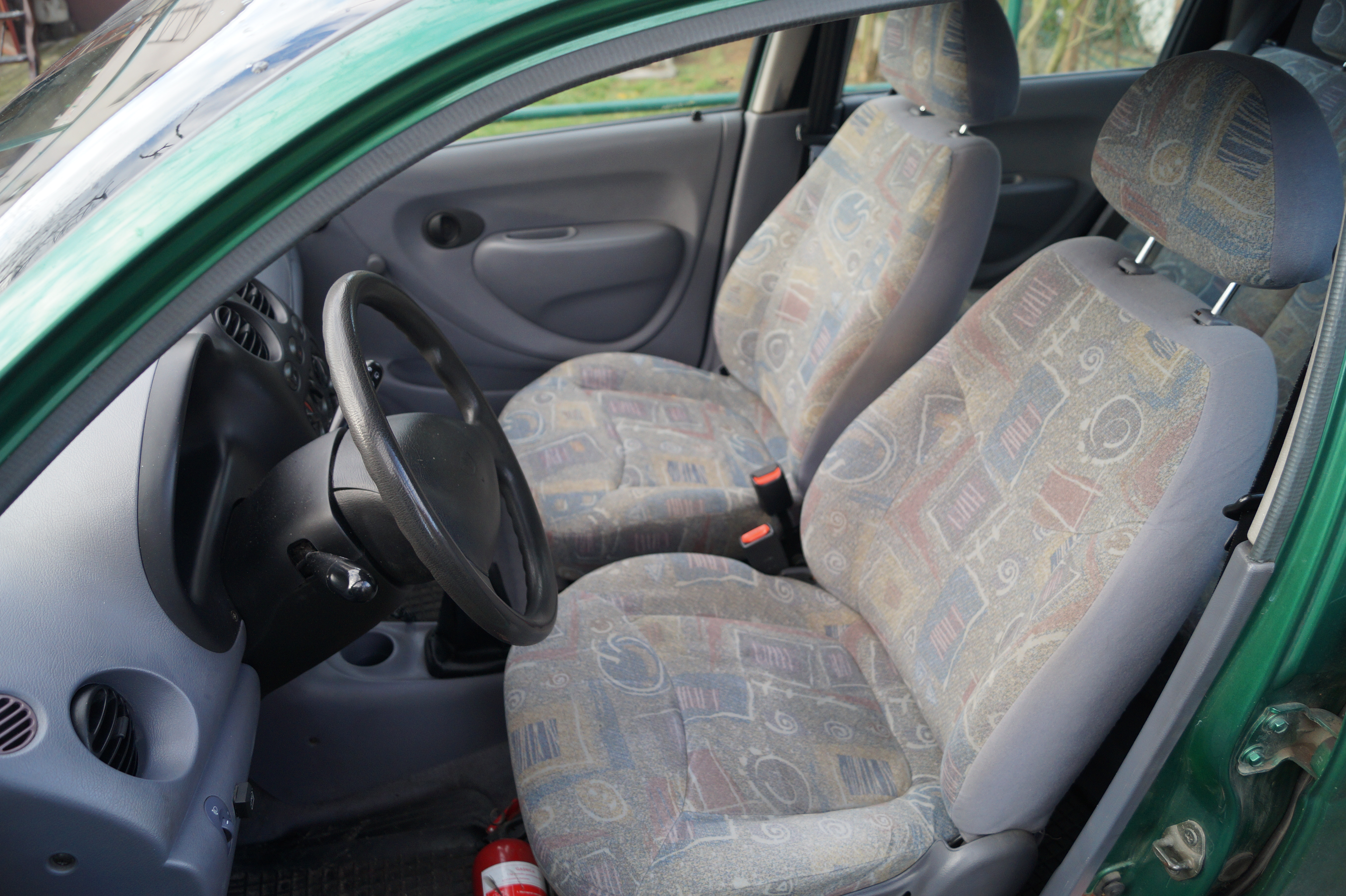
Wnętrze Matiza M100

Jednostką napędową Matiza jest pochodzący z modelu Tico, lecz zmodernizowany, trzycylindrowy silnik benzynowy o pojemności 796 cm³ z wielopunktowym wtryskiem paliwa i katalizatorem o mocy 51 KM, sprzężony z 5-biegową, manualną skrzynią biegów, napędzający koła przednie. Wiosną 2002 roku do standardowej jednostki napędowej dołączył silnik o pojemności 995 cm³ i mocy 64 KM, jednak ze względu na nieoferowanie na rynku polskim wersji po liftingu (M150) nie był on dostępny w Polsce.
Wadą Matiza jest brak możliwości holowania przyczepy z uwagi na konstrukcję podwozia.
- Silniki

| Wersja | Silnik:                             | Układ zasilania:            | Średnica × skok tłoka: | St. sprężania: | Moc maksymalna:                    | Maks. moment obrotowy       | 0–100 km/h: | V-max:   |
| ------ | ----------------------------------- | --------------------------- | ---------------------- | -------------- | ---------------------------------- | --------------------------- | ----------- | -------- |
| 0.8    | R3 0,8 l (796 cm³), SOHC, typ F8CV  | wielopunktowy wtrysk paliwa | 68,5 × 72 mm           | 9,3:1          | 51 KM (37,5 kW) przy 5900 obr./min | 68,6 N·m przy 4600 obr./min | 17 s        | 144 km/h |
| 1.0    | R4 1,0 l (995 cm³), SOHC, typ B10S1 | wielopunktowy wtrysk paliwa | 68,5 × 67,5 mm         | 9,3:1          | 64 KM (47 kW) przy 5400 obr./min   | 87 N·m przy 4200 obr./min   | 13,7 s      | 152 km/h |

- Podwozie[11]
  - Zawieszenie przednie: kolumny MacPherson
  - Zawieszenie tylne: izolowane wahacze wzdłużne
  - Rama: zintegrowana
  - Hamulce przód/tył: tarczowe/bębnowe, rodzaj szczęki ceramiczny, ABS marki Lucas
  - Hamulec awaryjny: mechaniczny
  - Koła z obręczą: 4,5J x 13, stalowe lub aluminiowe AC4CH, czarne lub srebrne
  - Ogumienie: 155/65 R 13, marka Hankook lub Kumho
- Wymiary[11]
  - Rozstaw kół przód: 1315 mm
  - Rozstaw kół tył: 1280 mm
  - Zwis przedni: 647 mm
  - Zwis tylny: 508 mm
  - Prześwit podwozia: 139 mm
  - Pojemność bagażnika: 167/624 l
  - Pojemność zbiornika paliwa: 35 l, zbiornik paliwa plastikowy HDPE
- Masy[11]
  - Masa całkowita maksymalna: 1210 kg
  - Maksymalne obciążenie bagażnika dachowego: 30 kg
- Dana użytkowe[11]
  - Hałas w trakcie postoju oraz w ruchu: 79dB, 73,7 dB
  - Zdolność pokonywania wzniesień: 0,42 (22,8°)
  - Spalanie cykl miejski – 8,4 l, w trasie – 5,2 l, połączone – 6,2 l, przy 90 km/h – 4,9 l, przy 120 km/h – 6,8 l
- Skrzynia biegów[11]
  - Rodzaj/marka: Y3S11/DWMC
  - Liczba przełożeń: 5
  - Sprzęgło: jednotarczowe suche
- Układ kierowniczy[11]
  - Rodzaj: ręczny ze wspomaganiem
  - Mechanizm: zębatkowy
  - Przełożenie – wspomaganie: 1:16,3
  - Najmniejsza średnica zawracania: 4,5 m
- Zapłon i układ elektryczny[11]
  - Rodzaj zapłonu: HEI
  - Kąt wyprzedzenia: BTDC 10°
  - Rodzaj świec: Golden (NGK): BPR5EY-11, Champion: RN9YC4
  - Odstęp na świecach: 1,1 mm
  - Napięcie/zapłon: 12V/1,4 kW
  - Napięcie instalacji elektrycznej: 12 V
  - Alternator/akumulator: 65/55
- Inne[11]
  - Pojemność zbiornika płynu spryskiwacza: 2,5 l
  - Umiejscowienie tabliczki VIN: środek panelu deski rozdzielczej od strony komory silnika
  - Pompa paliwowa marka/rodzaj: KAFUS/obrotowa G

### Ciekawostki

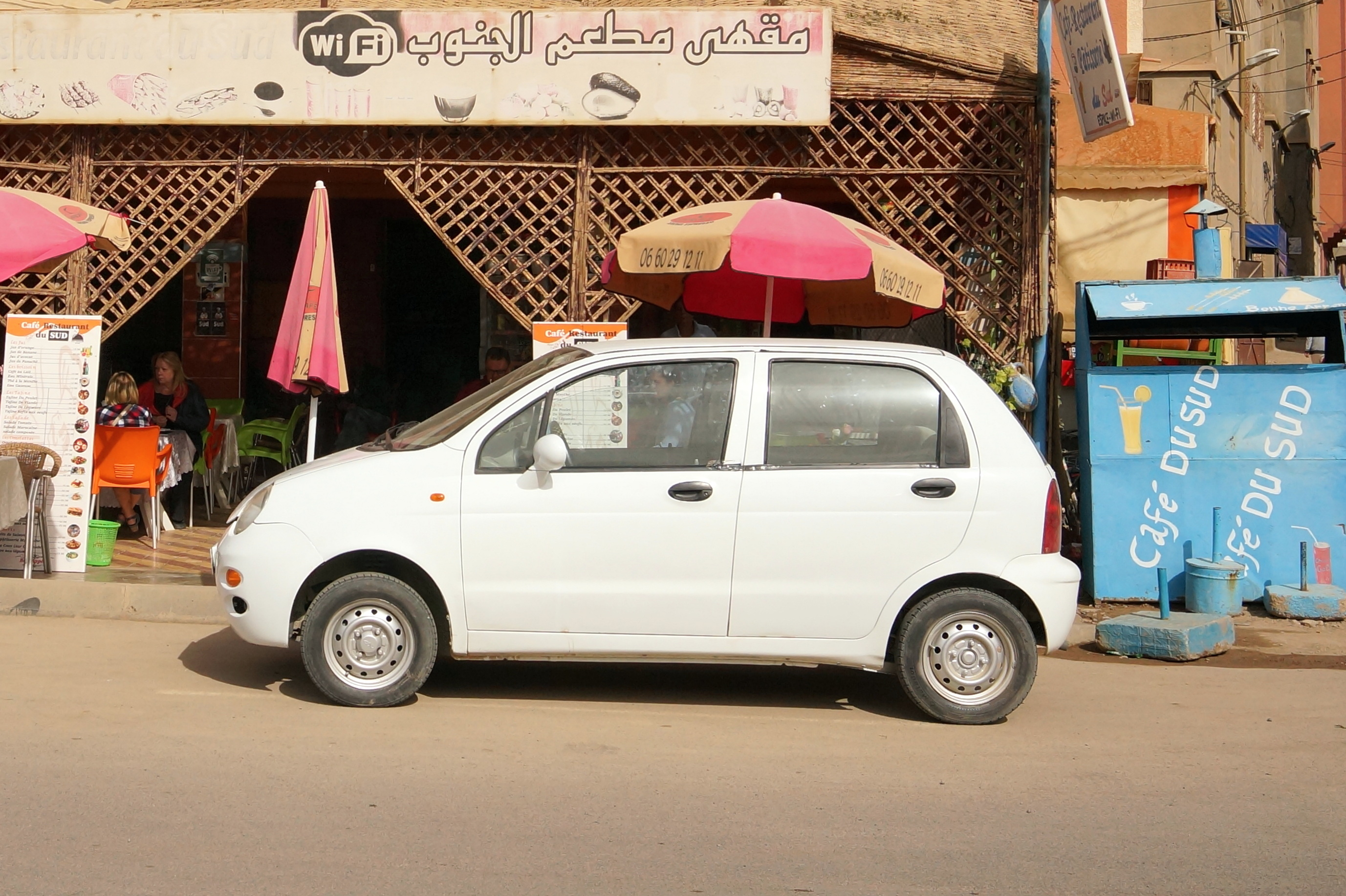
Chery QQ

- W 2003 roku chiński koncern Chery Automobile zaprezentował swój mały samochód pod nazwą Chery QQ. Od razu po zaprezentowaniu, General Motors sprzeciwił się rozpoczęciu produkcji małego QQ z powodu łudzącego podobieństwa do Daewoo Matiza. Mimo to chiński koncern rozpoczął produkcję. W 2006 roku General Motors wytoczył proces sądowy przeciwko Chery Automobile. Chiński koncern miał w zamian zapłacić 1 000 000 dolarów odszkodowania. Ostatecznie jednak sprawa zakończyła się ugodą.

- Matiz zdobył kilka nagród m.in. Grand Prix Autopremiera 1999 w polskim plebiscycie Autopremiera '99, czy „Best Value Car” w plebiscycie zorganizowanym przez Brytyjskie Top Gear[23].

## Druga generacja

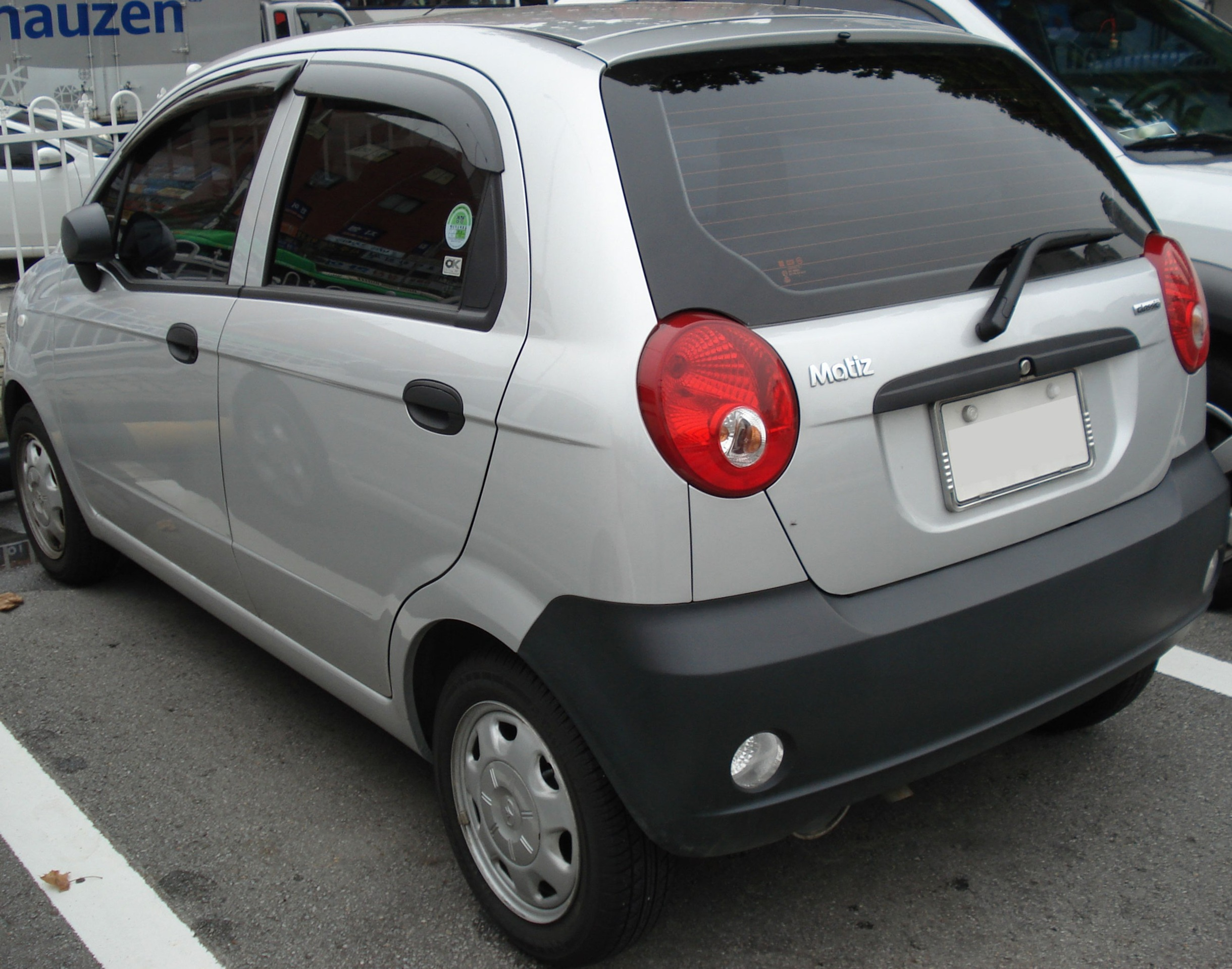
Daewoo Matiz M200 – tył

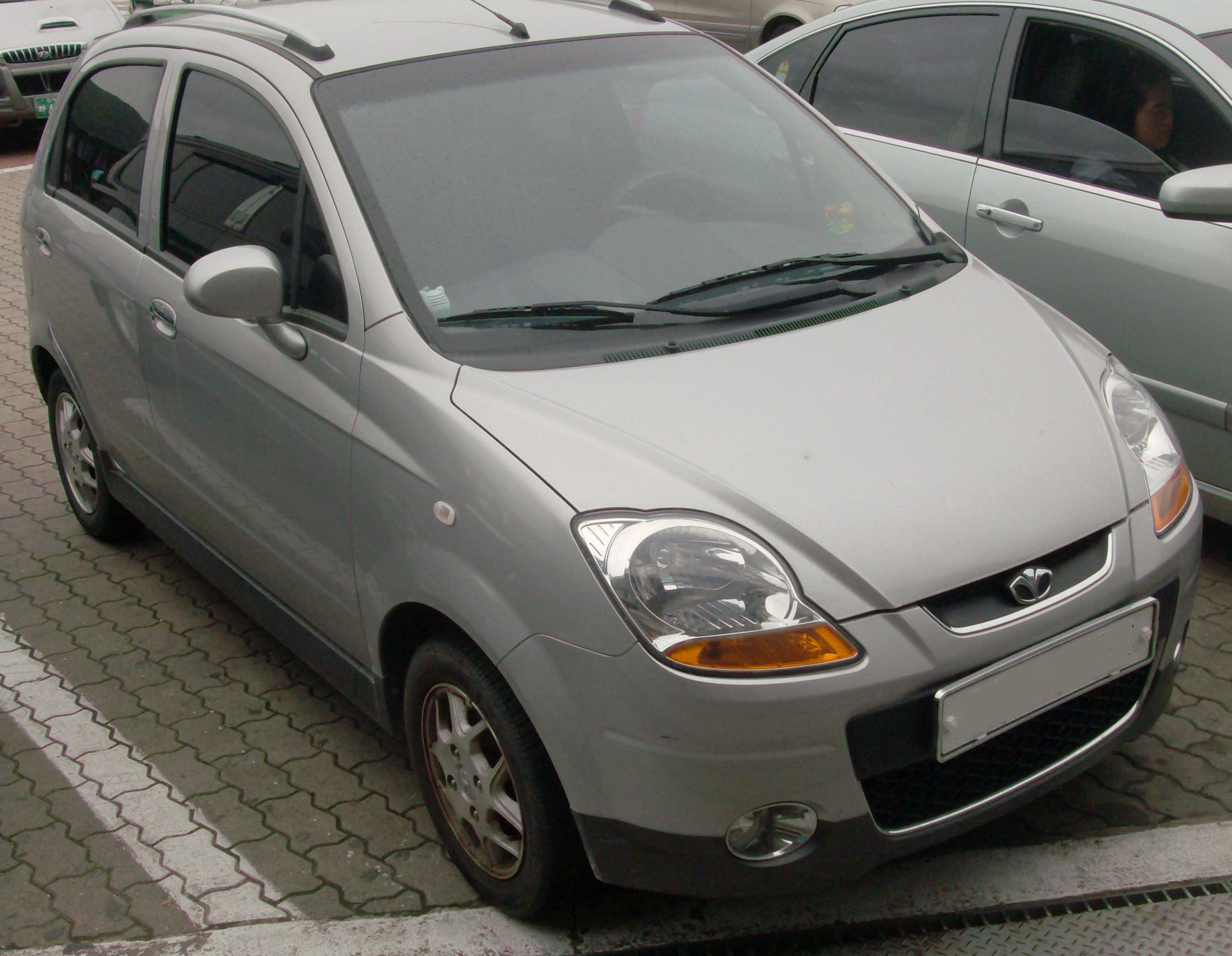
Daewoo Matiz M250 po liftingu

Daewoo Matiz M200/M250 został zaprezentowany po raz pierwszy w 2005 roku.
Po wycofaniu się z globalnych rynków, południowokoreańska marka Daewoo okroiła swoją obecność tylko do rodzimego rynku. W efekcie, przedstawiony w 2005 roku Chevrolet Spark/Matiz zachował tam dotychczasową nazwę, pełniąc funkcję kontynuacji linii modelowej Daewoo Matiz.
Samochód powstał na bazie poprzednika, dzieląc z nim płytę podłogową i gamę jednostek napędowych. Nadwozie zyskało z kolei bardziej awangardowy kształt, z zadartą linią szyb i charakterystycznymi, okrągłymi lampami tylnymi.

### Lifting
Podobnie jak znany w Europie Chevrolet Spark/Matiz, także i południowokoreańskie Daewoo Matiz w 2007 roku przeszło obszerną modernizację nadwozia. W jej ramach pojawił się inny wygląd przedniego i tylnego zderzaka, a także imitacja wlotu powietrza pod linią maski z umieszczonym na niej logo producenta.

### Silniki
- L3 0.8l S-TEC
- L4 1.0l S-TEC

## Trzecia generacja

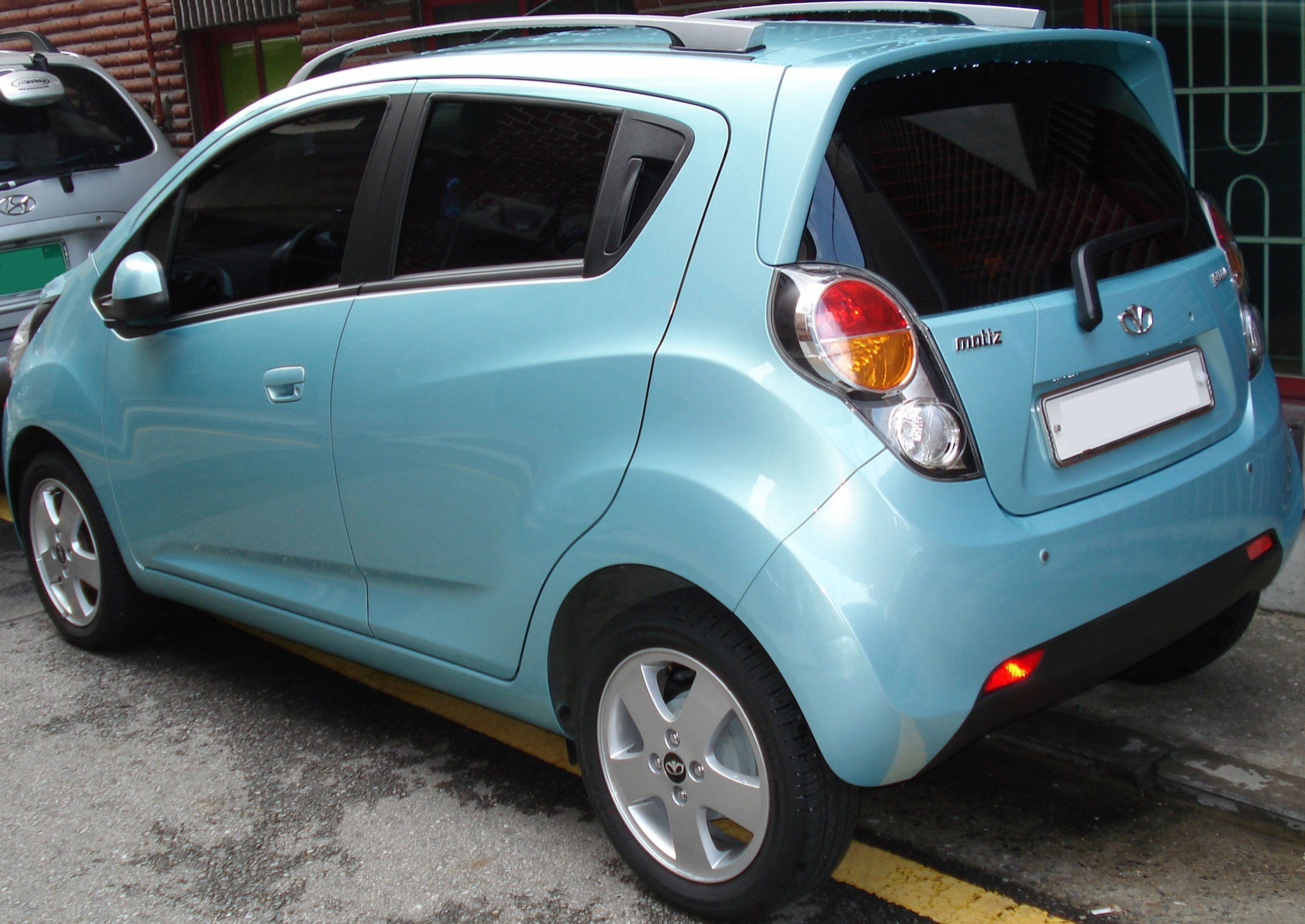
Daewoo Matiz Creative – tył

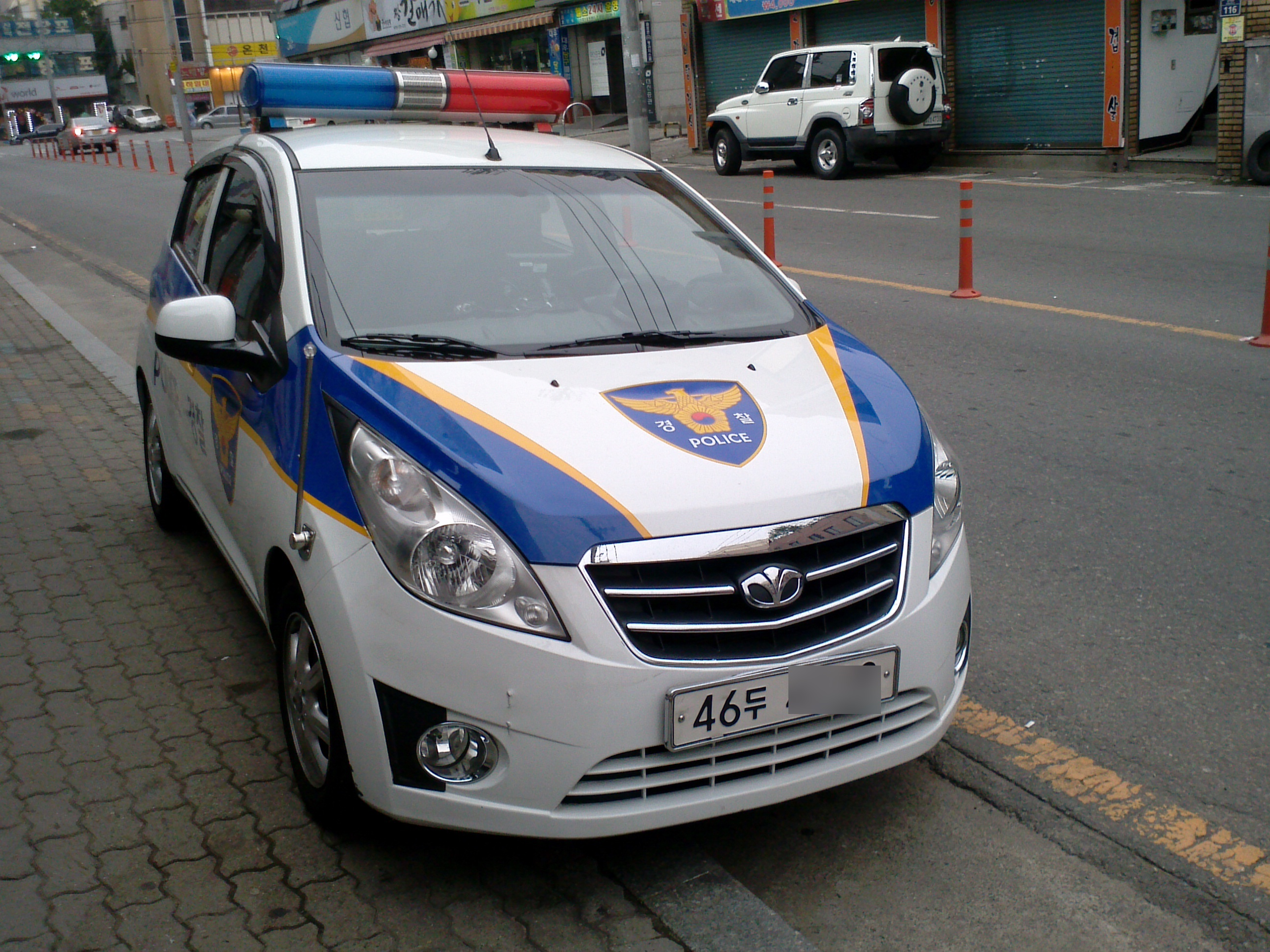
Daewoo Matiz Creative południowokoreańskiej policji

Daewoo Matiz M300 został zaprezentowany po raz pierwszy w 2009 roku.
Podobnie jak poprzednik, także i kolejne wcielenie Chevroleta Sparka zachowało na wewnętrznym rynku Korei Południowej znaczek Daewoo, tym razem przyjmując dłuższą nawę Daewoo Matiz Creative.
Podobnie jak większe Lacetti Premiere, samochód przyjął charakterystyczny, duży przedni wlot powietrza z chromowaną obwódką i umieszczonymi w niej obrysie chromowanymi poprzeczkami oraz w centralnym punkcie ulokowanym logo producenta.

### Zmiana nazwy
W związku z całkowitą likwidacją marki Daewoo także na wewnętrznym rynku Korei Południowej w 2011 roku, w tym samym roku samochód przyjął taką samą postać, jak na rynkach globalnych, przyjmując nazwę Chevrolet Spark.

### Silniki
- L4 1.0l
- L4 1.2l